# Седжон
Крал Седжон Велики (на корейски: 세종대왕, с ханджа: 世宗大王) е мъдър крал от династията Чосон, който управлява Корея между 1418 – 1450. Управлението му се свързва с обединяването на корейската нация в една държава и с изобретяването на корейската писменост хангъл.

## Произход и ранни години
Седжон е роден на 7 май 1397 година и е третият син в семейството на крал Теджон. Докато е млад, Седжон показва увлечение по науката и ясно си проличава, че отношението на баща му към него е по-добро от отношението към останалите му братя.
Най-старият син на Теджон и законен престолонаследник осъзнава, че не разполага с нужните качества, за да бъде владетел, и предлага най-малкият му брат Седжон да поеме властта в ръцете си, след което напуска Сеул и започва да води усамотен живот в планините на Корейския полуостров. По-малкия му брат се замонашава, с което пътят на Седжон към трона се открива. През август 1418 година, крал Теджон абдикира и на престола се възкачва най-малкият му син Седжон.

## Управление на крал Седжон
Крал Седжон е много уважаван корейски владетел, един от двамата корейски крале, удостоени с титлата Велики, вероятно защото въпреки че бил начетен и способен владетел, се вслушвал и в думите на обикновения човек. Крал Седжон се смята и за създател на корейската азбука хангъл, която от началото на 20 век постепенно започва да измества китайските йероглифи от употреба и днес тя е предпочитаното средство за писане на корейски език.
След възкачването си на власт през 1418 година, крал Седжон постига успех в няколко последователни военни начинания, като отблъсква японските пирати, нахлуващи от изток и успява да обедини цялата нация в единна държава, чийто територии достигат до съвременната граница между Китай и КНДР.

### Създаване на хангъл
До създаването на корейската азбука (хангъл), корейският език се изписва с помощта на китайските йероглифи. Освен че те не предават точно фонетичните особености на корейския език, тяхното изучаване е продължителен и труден процес. В стремежа си да улесни народа в процеса на неговото ограмотяване, крал Седжон поръчва създаването на хангъл. Скоро след това е написана и книгата Хунмиджонгъм (на корейски: 훈민정음, с ханджа: 訓民正音), която представлява ръководство за употребата на новосъздадената писменост.
В началото, хангъл е определен за „просташко писмо“, защото по онова време владеенето на писмен и говорим китайски език се счита за престижно. Макар че в първите години след създаването си, хангъл се използва предимно от жените за размяна на писма помежду им, по-късно азбуката придобива по-широка популярност и днес употребата на китайските йероглифи в корейския език (ханджа) е много рядка. Въпреки това, в южнокорейските училища все още се изучават 1800 йероглифа. За разлика от Южна Корея, в КНДР ханджа отдавна са излезли от употреба.
Създаването на корейската писменост е важно не само от лингвистична гледна точка, защото тя представлява стъпка срещу асимилацията на корейския народ от китайците.

### Смърт
В резултат от усложненията на диабета, от който боледува, крал Седжон умира през 1450 година, оставяйки след себе си разцъфтяваща в политически, военен и социално-културен контекст държава.

## Памет
Днес, името на крал Седжон носят много улици и жилищни квартали в корейските градове, а образът му може да бъде открит и на банкнотата от 10 000 вона. Тече строителството на нов град, който ще носи името на известния владетел, и ще замени Сеул като столица на държавата.